# Ulubey (Uşak)
Pour les articles homonymes, voir Ulubey.
Ulubey est une ville et un district de la province d'Uşak dans la région égéenne en Turquie.